# ASEV (nave)
Con la definizione di nave ASEV (Aegis System Equipped Vessel) si intende un tipo di unità potentemente armata in costruzione per la Forza marittima di autodifesa giapponese. Il progetto prevede che due unità di questo tipo costituiscano una classe di navi simili a incrociatori o grossi cacciatorpediniere lanciamissili.

## Progetto
Il progetto nasce dall'esigenza di sostituire i due impianti missilistici Aegis Ashore ad Akita e Yamaguchi, che nel 2020 erano stati cancellati per motivi di sicurezza, e perché giudicati insufficienti per la difesa antibalistica (BMD). Nello stesso anno venne approvata la costruzione di due navi che avrebbero dovuto utilizzare le attrezzature già acquistate, come il radar AN/SPY-7 e i missili SM-3 Block IIA. Il 31 agosto 2022 fu comunicato ufficialmente che le navi erano state chiamate Aegis System Equipped Vessel (ASEV), in giapponese Aegis System tōsai kan (Nave dotata del sistema Aegis).

## Caratteristiche tecniche
Le navi ASEV hanno una lunghezza di 190 metri e una larghezza di 25 metri, con un dislocamento standard di 12.000 tonnellate, che si aggira intorno a 14.000 a pieno carico. Ciò significa che sono fra le più grandi navi da guerra della loro categoria, superate da poche altre. In proposito, considerando le loro dimensioni e il dislocamento, si inseriscono fra la tipologia dell'incrociatore e quella del cacciatorpediniere, ma non hanno ricevuto però una classificazione chiara. Sembrerebbe che l'orientamento sia quello di considerarle come potenziamento estremo dei precedenti cacciatorpediniere. In effetti il design si basa molto sulle navi delle classi Atago e Maya, con la differenza principale costituita dal torrione di diverso aspetto e conformazione. Ciò trova una spiegazione nell'esigenza di montare il radar AN/SPY-7 che ha forma e dimensioni differenti.
Il sistema propulsivo è simile a quello dei cacciatorpediniere della classe Maya, essendo del tipo COGLAG (COmbined Gas turbine eLectric And Gas turbine) con una potenza complessiva intorno a 100.000 hp, sfruttando insieme i motori elettrici e le turbine. La velocità è quindi di 30 nodi circa.

## Dotazione elettronica
Il principale apparato sensoristico è il grosso e potente radar AN/SPY-7(V)1 prodotto da Lockheed Martin. Si tratta di un radar AESA (Active Electronically Scanned Array) in banda S derivato dal precedente LRDR (Long Range Discrimination Radar), specializzato nell'intercettazione dei missili balistici. Secondo il costruttore avrebbe quintuiplicato la potenza rispetto alle prime versioni del radar AN/SPY-1, arrivando a tracciare un numero di bersagli ben superiore a 500. La portata per l'intercettazione si estenderebbe da 1.475 km per i bersagli piccoli (2 metri quadrati) fino a 2.200 km per i bersagli più grandi (10  metri quadrati). Secondo Lockheed Martin però il raggio d'azione massimo del radar sarebbe addirittura di 4.828 km. Inoltre il sistema può intercettare senza difficoltà anche bersagli multipli come le testate MIRV (Multiple Independently-targetable Reentry Vehicle).
La versione del sistema Aegis installato è la J7.B, variante giapponese equivalente all'Aegis Weapon System Baseline 9.C2 utilizzato dalla US Navy.

## Armamento
L'armamento è davvero consistente potendo usufruire di un lanciatore Mk 41 VLS (Vertical Launching System) composto di 128 celle per missili di vario tipo, suddiviso in due gruppi posizionati a prua e poppa. I missili impiegabili includono SM-3, SM-6, Type 07 SUM e RGM-109 Tomahawk. Inoltre si aggiungono due lanciatori quadrupli per il nuovo missile antinave e cruise Type 12 migliorato. Per il contrasto alle minacce sottomarine e di superficie sono disponibili due tubi lanciasiluri tripli Type 68 per armi da 324 mm. L'artiglieria principale è rappresentata da un cannone polivalente Mk 45 Mod 4 da 127/62 mm, mentre per la difesa di punto sono impiegati due cannoni a canne rotanti CIWS da 20 mm Vulcan Phalanx.